# Pohl
Pohl:
- Christian Pohl
- Frederik Pohl - escritor estadunidense
- Hugo von Pohl - almirante alemão.
- Johann Baptist Emanuel Pohl - médico, geólogo e botânico austríaco.
- Oswald Pohl - militar alemão da segunda guerra mundial.
- Robert Wichard Pohl - físico alemão.
- 12284 Pohl - asteróide.